# Le Tertre (nouvelle)
Le Tertre (The Mound) est une nouvelle d'horreur et de science-fiction rédigée de décembre 1929 à janvier 1930 par l'écrivain américain Howard Phillips Lovecraft.

## Contexte

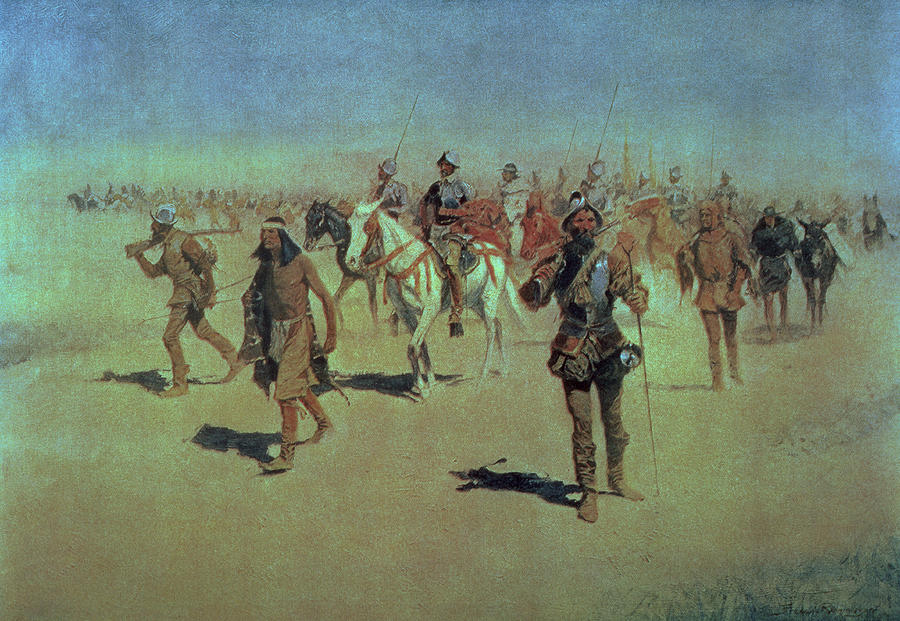
L'expédition du conquistador Francisco Vásquez de Coronado en Amérique du Nord durant le XVIe siècle (toile de Frederic Remington, vers 1890).

Lovecraft est engagé comme nègre littéraire par la femme de lettres Zealia Bishop afin d'écrire un récit fantastique basé sur le thème conventionnel d'un tertre amérindien hanté par un fantôme décapité. Toutefois, Lovecraft élargit le registre de cette idée de base en décrivant une civilisation souterraine d'origine extraterrestre dont la culture complexe et décadente renvoie à sa propre pseudo-mythologie fictionnelle.
Une version abrégée de la nouvelle est publiée sous la seule signature de Zealia Bishop dans le pulp Weird Tales en novembre 1940. Cette version est réimprimée en 1943 dans le recueil Par-delà le mur du sommeil (recueil) chez Arkham House. Cette même maison d'édition publie ensuite le texte intégral en 1989 dans une version révisée du recueil L'Horreur dans le musée (recueil).